# الکسی کولوکولتسف
الکسی کولوکولتسف (انگلیسی: Oleksiy Kolokoltsev؛ زادهٔ ۱۴ فوریهٔ ۱۹۸۱) ورزشکار وزنه‌برداری است.
وی در مسابقات کشوری و بین‌المللی در مجموع برندهٔ ۱ مدال برنز شده‌است.